# Kogarasu-maru

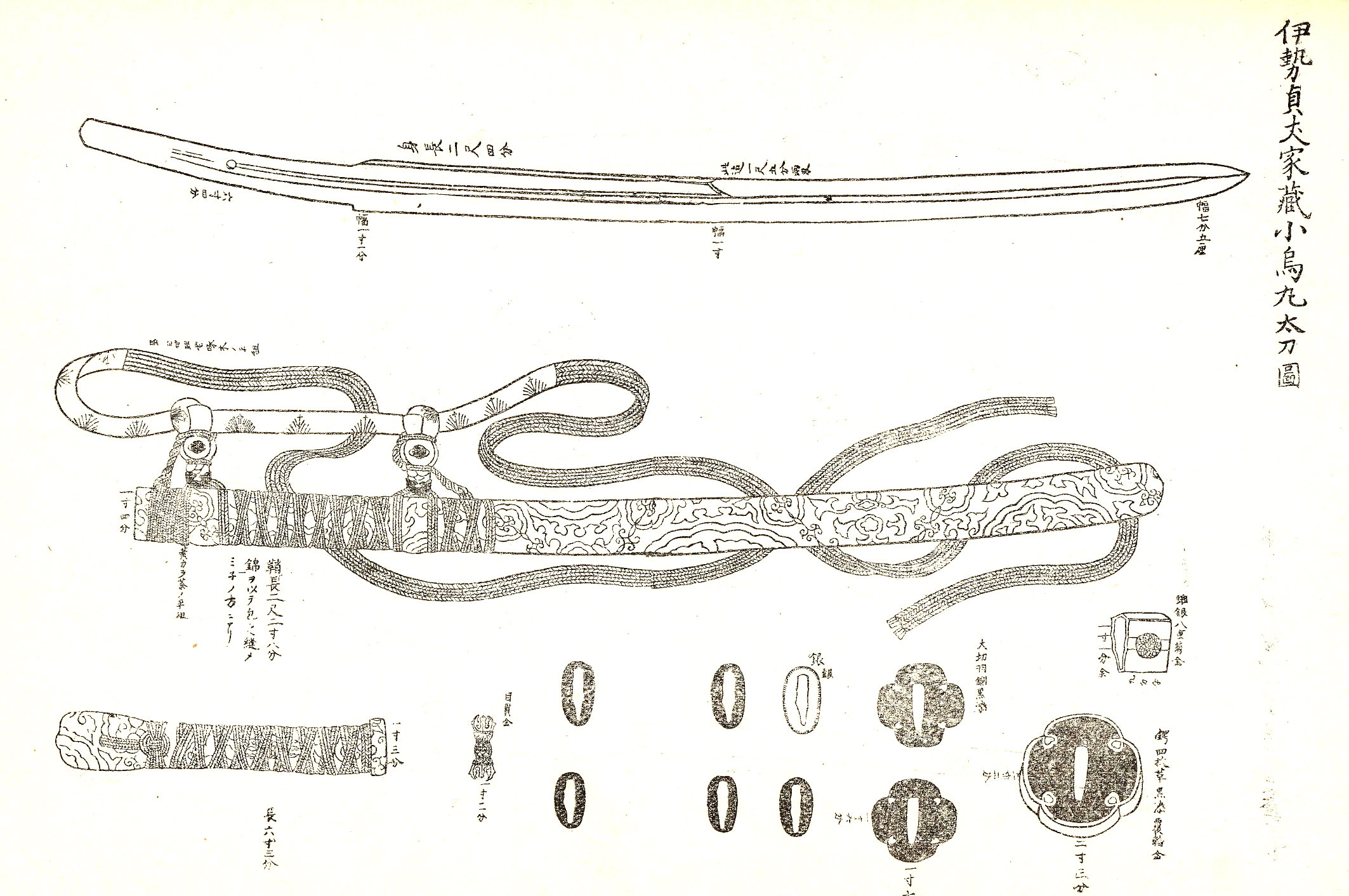
Kogarasu-maru und Koshirae

Das Kogarasu-Maru (jap. 小烏丸, dt. „Schwert der kleinen Krähe“) ist ein zur Sammlung des japanischen Kaisers gehörendes japanisches Schwert (Tachi).

## Geschichte
Das Kogarasu-maru soll der Legende nach von dem Schwertschmied Amakuni Anfang des 8. Jahrhunderts nach Christus gefertigt worden sein. Wahrscheinlicher ist jedoch, dass die Klinge gegen Ende des 8. Jahrhunderts bzw. Anfang des 9. Jahrhunderts von einem Schwertschmied in der Provinz Yamato geschmiedet wurde. Vermutungen zufolge soll es sich bei der Klinge um eine gekürzte Naginata- oder Yari-Klinge handeln, die in Form eines Tachi umgearbeitet wurde. Diese Vermutung beruht auf der ungewöhnlichen Form des Kogarasu-maru, welche eher für Stangenwaffen als für Schwerter typisch ist. Ungeachtet dessen bestehen keine Anhaltspunkte dafür, dass die Klinge tatsächlich gekürzt wurde. Es spricht daher vieles dafür, dass die Klinge bewusst in der Form eines Kissaki-moroha-zukuri geschmiedet wurde, weshalb auch die Bezeichnung Kogarasu-zukuri für diese Klingenform verbreitet ist. Das Kogarasu-Maru wäre danach eine Übergangsform von dem zweischneidigen Tsurugi hin zum traditionellen einschneidigen japanischen Tachi und Katana. Hierfür sprechen auch zwei weitere Klingenfunde dieser Art sowie nicht weniger als 54 Tachi, die aus derselben Zeitperiode stammen und ähnliche Charakteristika aufweisen.
Lange Zeit befand sich das Kogarasu-maru im Familienbesitz der Taira, bis es als Geschenk an den Tennō Teil der Sammlung des japanischen Kaiserhauses wurde.

## Beschreibung
Das Kogarasu-maru hat eine Klingenlänge von ca. 62,8 cm. Die Klinge ist gekrümmt und weist ein Sori von 1,2 cm auf. An ihrer Spitze ist sie im Stil Kissaki-moroha-zukuri zweischneidig gestaltet. Die Schneide am Klingenrücken endet allerdings anders als beim Ken oder europäischen Schwertern üblich ca. 20 cm vor der Nakago. Der restliche Klingenrücken ist im Stil Iori-Mune gehalten. Auf beiden Seiten der Klinge befindet sich zudem eine Hohlkehle. Die Härtelinie ist gerade und jeweils parallel zum Klingengrat gearbeitet, sog. Suguha Hamon. Die Nakago weist keinerlei erkennbare Veränderungen auf, ist also im Originalzustand (Ubu) erhalten und besitzt lediglich ein Dübelloch (Mekugi Ana), was für Klingen dieses Alters ungewöhnlich ist.

## Trivia
Im japanischen Manga und Anime Tokyo Underground ist „Kogarasu-Maru“ der Name des Schwerts der Hauptfigur Rumina Asagi.
In einem weiteren japanischen Manga Air Gear ist „Kogarasumaru“ der Name des von der Hauptfigur Minami „Ikki“ Itsuki gegründeten Teams.